# MGM Grand Garden Arena
MGM Grand Garden Arena – hala widowiskowa w Paradise przy Las Vegas, w stanie Nevada. Jest częścią MGM Grand Las Vegas, luksusowego hotelu i kasyna położonego przy Las Vegas Strip. Hala została otwarta 18 grudnia 1993 roku, a jej trybuny mieszczą 16 800 osób. Arena służy przede wszystkim w celu organizowania koncertów – występowały w niej największe gwiazdy muzyki, takie jak Madonna, Britney Spears czy zespół U2. Ponadto odbywały się tu nieliczne wydarzenia sportowe.

## Wydarzenia

### Sportowe
- Od 1993 odbywają się tu walki Ultimate Fighting Championship amerykańskiej organizacji mieszanych sztuk walki.
- 23 września 1994 odbyło się tu wydarzenie wrestlingowe Universal Wrestling Federation.
- W 1994 przez jeden sezon grał tu klub halowej piłki nożnej Las Vegas Dustdevils. Zdobył on wtedy mistrzostwo ligi Continental Indoor Soccer League, jednak na kolejny sezon przeniósł się do Thomas & Mack Center (także w Las Vegas).
- Od 1996 do 2000 odbywały się tu dorocznie Halloween Havoc, czyli halloweenowe wydarzenia wrestlingowe.
- Od 1997 odbywa się to doroczny mecz towarzyski hokeju na lodzie między Los Angeles Kings i Colorado Avalanche grającymi w National Hockey League, znany jako Frozen Fury.
- Od 2013 do 2015 odbywały się tu turnieje Pacific-12 Conference Men’s Basketball Tournament organizowane przez Pacific-12 Conference.

### Gale i festiwale muzyczne
- Między 1997 a 2006 rokiem oraz ponownie od 2011 odbywają się tu doroczne gale Billboard Music Award organizowane przez magazyn „Billboard”.
- 2002 Girls of Summer Tour zespołu Aerosmith
- W 2002, 2003 i 2004 roku odbywały się tu koncerty VH1 Divas organizowane przez telewizję VH1.
- Od 2011, we wrześniu, radiostacja iHeart Radio organizuje to obfitujący w występy największych gwiazd muzyki iHeart Radio Festival.

### Koncerty
| Rok  | Data            | Gwiazda                                             | Trasa koncertowa                                    | Dodatkowe informacje                                                                                   |
| ---- | --------------- | --------------------------------------------------- | --------------------------------------------------- | --- |
| 1993 | 31 grudnia      | Barbra Streisand                                    | Barbra Streisand in Concert                         | |
| 1994 | 1 stycznia      | Barbra Streisand                                    | Barbra Streisand in Concert                         | |
| 1994 | 16 kwietnia     | Janet Jackson                                       | janet. World Tour                                   | |
| 1994 | 30 lipca        | Phil Collins                                        | Both Sides of the World Tour                        | |
| 1994 | 14 października | The Rolling Stones                                  | Voodoo Lounge Tour                                  | |
| 1994 | 15 października | The Rolling Stones                                  | Voodoo Lounge Tour                                  | |
| 1995 | 24 marca        | Elton John i Billy Joel                             | Face to Face 1995                                   | |
| 1995 | 25 marca        | Elton John i Billy Joel                             | Face to Face 1995                                   | |
| 1996 | 4 stycznia      | Santana                                             |                                                     | |
| 1996 | 8 kwietnia      | Michael Crawford                                    |                                                     | |
| 1996 | 10 sierpnia     | Steely Dan                                          |                                                     | |
| 1996 | 1 września      | Sting                                               |                                                     | |
| 1996 | 26 października | The Who                                             | The Who Tour 1996–1997                              | |
| 1996 | 2 listopada     | Kiss                                                | Alive/Worldwide Tour                                | |
| 1997 | 19 kwietnia     | Phil Collins                                        | Trip into the Light World Tour                      | |
| 1997 | 10 maja         | Tina Turner                                         | Wildest Dreams Tour                                 | support: Cyndi Lauper                                                                                  |
| 1997 | 24 października | Prince                                              | Jam of the Year Tour                                | |
| 1997 | 25 października | Fleetwood Mac                                       | The Dance                                           | |
| 1997 | 22 listopada    | The Rolling Stones                                  | Bridges to Babylon Tour                             | |
| 1997 | 14 grudnia      | Aerosmith                                           | Nine Lives Tour                                     | |
| 1997 | 21 grudnia      | Barry Manilow                                       |                                                     | |
| 1998 | 14 lutego       | Elton John                                          | Big Picture Tour                                    | |
| 1998 | 30 maja         | Eric Clapton                                        |                                                     | |
| 1998 | 25 lipca        | Stevie Nicks                                        | Enchanted Tour                                      | support: Boz Scaggs                                                                                    |
| 1998 | 7 sierpnia      | Backstreet Boys                                     | Backstreet's Back Tour                              | |
| 1998 | 8 sierpnia      | The Pretenders i The B-52’s                         |                                                     | |
| 1998 | 18 sierpnia     | James Taylor                                        |                                                     | |
| 1998 | 29 sierpnia     | Janet Jackson                                       | The Velvet Rope Tour                                | |
| 1998 | 23 września     | Page & Plant (Jimmy Page i Robert Plant)            |                                                     | |
| 1999 | 2 stycznia      | Shania Twain                                        | Come On Over Tour                                   | |
| 1999 | 16 kwietnia     | The Rolling Stones                                  | No Security Tour                                    | |
| 1999 | 17 kwietnia     | *NSYNC                                              | 'N Sync in Concert                                  | |
| 1999 | 29 maja         | Prince                                              |                                                     | |
| 1999 | 23 sierpnia     | Kiss                                                | Psycho Circus Tour                                  | |
| 1999 | 27 sierpnia     | Cher                                                | Do You Believe? Tour                                | support: Cyndi Lauper i Wild Orchid                                                                    |
| 1999 | 28 sierpnia     | Cher                                                | Do You Believe? Tour                                | support: Cyndi Lauper i Wild Orchid; koncert wyemitowany przez HBO i wydany na DVD/VHS Live in Concert |
| 1999 | 29 października | The Who                                             |                                                     | |
| 1999 | 31 grudnia      | Barbra Streisand                                    | Timeless                                            | |
| 2000 | 1 stycznia      | Barbra Streisand                                    | Timeless                                            | |
| 2000 | 29 stycznia     | Cher                                                | Do You Believe? Tour                                | |
| 2000 | 19 lutego       | Crosby, Stills and Nash                             |                                                     | |
| 2000 | 29 kwietnia     | Tina Turner                                         | Twenty Four Seven Tour                              | |
| 2000 | 27 maja         | Bruce Springsteen and the E Street Band             | Reunion Tour                                        | |
| 2000 | 24 czerwca      | Bad Religion                                        | The New America Tour                                | |
| 2000 | 4 sierpnia      | Britney Spears                                      | Oops!... I Did It Again World Tour                  | |
| 2000 | 19 sierpnia     | Sting                                               |                                                     | |
| 2000 | 22 października | Pearl Jam                                           | Binaural Tour                                       | nagrany album koncertowy 10/22/00 – Las Vegas, Nevada                                                  |
| 2000 | 18 listopada    | Tina Turner                                         | Twenty Four Seven Tour                              | |
| 2000 | 19 listopada    | Tina Turner                                         | Twenty Four Seven Tour                              | |
| 2000 | 23 listopada    | 'N Sync                                             | No Strings Attached Tour                            | |
| 2000 | 24 listopada    | 'N Sync                                             | No Strings Attached Tour                            | |
| 2000 | 24 grudnia      | Googoosh                                            | Googoosh Comeback Tour                              | |
| 2000 | 25 grudnia      | Googoosh                                            | Googoosh Comeback Tour                              | |
| 2001 | 18 lutego       | Elton John i Billy Joel                             | Face to Face 2001                                   | |
| 2001 | 19 lutego       | Elton John i Billy Joel                             | Face to Face 2001                                   | |
| 2001 | 21 kwietnia     | Bon Jovi                                            | One Wild Night Tour                                 | |
| 2001 | 18 sierpnia     | Aerosmith                                           | Just Push Play Tour                                 | |
| 2001 | 1 września      | Madonna                                             | Drowned World Tour                                  | |
| 2001 | 2 września      | Madonna                                             | Drowned World Tour                                  | |
| 2001 | 5 października  | Janet Jackson                                       | All for You Tour                                    | |
| 2001 | 6 października  | Janet Jackson                                       | All for You Tour                                    | |
| 2001 | 17 listopada    | Britney Spears                                      | Dream Within a Dream Tour                           | |
| 2001 | 18 listopada    | Britney Spears                                      | Dream Within a Dream Tour                           | wyemitowany na żywo przez HBO i wydany na DVD Live from Las Vegas                                      |
| 2001 | 8 grudnia       | Elton John                                          | Songs from the West Coast Tour                      | |
| 2002 | 15 marca        | 'N Sync                                             | PopOdyssey Tour                                     | |
| 2002 | 29 marca        | Crosby, Stills and Nash                             |                                                     | |
| 2002 | 5 kwietnia      | Paul McCartney                                      | Driving Tour                                        | |
| 2002 | 6 kwietnia      | Paul McCartney                                      | Driving Tour                                        | |
| 2002 | 9 sierpnia      | Cher                                                | Living Proof: The Farewell Tour                     | |
| 2002 | 10 sierpnia     | Cher                                                | Living Proof: The Farewell Tour                     | |
| 2002 | 9 listopada     | Aerosmith                                           | Girls of Summer Tour                                | |
| 2002 | 30 listopada    | The Rolling Stones                                  | Licks Tour                                          | |
| 2002 | 13 grudnia      | Cher                                                | Living Proof: The Farewell Tour                     | |
| 2002 | 14 grudnia      | Cher                                                | Living Proof: The Farewell Tour                     | |
| 2003 | 8 lutego        | The Rolling Stones                                  | Licks Tour                                          | |
| 2003 | 28 marca        | Elton John i Billy Joel                             | Face to Face 2003                                   | |
| 2003 | 29 marca        | Elton John i Billy Joel                             | Face to Face 2003                                   | |
| 2003 | 6 czerwca       | Pearl Jam                                           | Riot Act Tour                                       | |
| 2003 | 21 czerwca      | Justin Timberlake i Christina Aguilera              | Justified and Stripped Tour                         | |
| 2003 | 26 lipca        | Dixie Chicks                                        | Top of the World Tour                               | |
| 2003 | 27 lipca        | Dixie Chicks                                        | Top of the World Tour                               | |
| 2003 | 9 sierpnia      | Eagles                                              |                                                     | |
| 2003 | 31 sierpnia     | Cher                                                | Living Proof: The Farewell Tour                     | |
| 2003 | 4 października  | Sheryl Crow                                         |                                                     | |
| 2003 | 8 listopada     | Simon & Garfunkel                                   |                                                     | |
| 2004 | 2 stycznia      | Cher                                                | Living Proof: The Farewell Tour                     | |
| 2004 | 3 stycznia      | Cher                                                | Living Proof: The Farewell Tour                     | |
| 2004 | 14 lutego       | Bette Midler                                        | trasa Kiss My Brass                                 | |
| 2004 | 15 lutego       | Bette Midler                                        | trasa Kiss My Brass                                 | |
| 2004 | 6 marca         | Britney Spears                                      | The Onyx Hotel Tour                                 | |
| 2004 | 22 maja         | Eagles                                              |                                                     | |
| 2004 | 29 maja         | Madonna                                             | Re-Invention World Tour                             | |
| 2004 | 30 maja         | Madonna                                             | Re-Invention World Tour                             | |
| 2004 | 7 sierpnia      | Rod Stewart                                         | From Maggie May To The Great American Songbook Tour | |
| 2004 | 24 września     | Sting i Annie Lennox                                |                                                     | |
| 2004 | 26 listopada    | Bette Midler                                        | Kiss My Brass                                       | |
| 2004 | 8 grudnia       | Evanescence                                         |                                                     | |
| 2005 | 29 stycznia     | Cher                                                | Living Proof: The Farewell Tour                     | |
| 2005 | 11 marca        | Bon Jovi                                            | Have a Nice Day Tour                                | |
| 2005 | 2 kwietnia      | Rod Stewart                                         |                                                     | |
| 2005 | 4 listopada     | U2                                                  | Vertigo Tour                                        | |
| 2005 | 5 listopada     | U2                                                  | Vertigo Tour                                        | |
| 2005 | 18 listopada    | The Rolling Stones                                  | A Bigger Bang Tour                                  | |
| 2005 | 25 listopada    | Paul McCartney                                      | The US Tour                                         | |
| 2005 | 26 listopada    | Paul McCartney                                      | The US Tour                                         | |
| 2006 | 3 lutego        | Coldplay                                            | Twisted Logic Tour                                  | |
| 2006 | 18 lutego       | Aeromish                                            | Rockin' the Joint Tour                              | |
| 2006 | 4 marca         | The Rolling Stones                                  | A Bigger Bang Tour                                  | |
| 2006 | 7 kwietnia      | Queen + Paul Rodgers                                | Queen + Paul Rodgers Tour                           | |
| 2006 | 8 kwietnia      | Billy Joel                                          |                                                     | |
| 2006 | 12 maja         | Tom Jones                                           |                                                     | |
| 2006 | 27 maja         | Madonna                                             | Confessions Tour                                    | |
| 2006 | 28 maja         | Madonna                                             | Confessions Tour                                    | |
| 2006 | 6 lipca         | Pearl Jam                                           | Pearl Jam 2006 World Tour                           | |
| 2006 | 2 września      | Mary J. Blige                                       | The Breakthrough Experience Tour                    | support: Letoya Luckett                                                                                |
| 2006 | 30 września     | Mariah Carey                                        | The Adventures of Mimi                              | |
| 2006 | 4 listopada     | Aerosmith i Mötley Crüe                             | Route of All Evil Tour                              | |
| 2006 | 11 listopada    | The Rolling Stones                                  | A Bigger Bang Tour                                  | |
| 2006 | 25 listopada    | Dixie Chicks                                        | Accidents & Accusations Tour                        | |
| 2007 | 19 stycznia     | Justin Timberlake                                   | FutureSex/LoveShow                                  | |
| 2007 | 3 lutego        | George Strait                                       |                                                     | support: Taylor Swift                                                                                  |
| 2007 | 10 marca        | Eric Clapton                                        |                                                     | support: Robert Cray                                                                                   |
| 2007 | 17 marca        | Rod Stewart                                         | Rockin' In The Round Tour                           | |
| 2007 | 23 marca        | Dave Matthews Band                                  |                                                     | support: The Fray                                                                                      |
| 2007 | 24 marca        | Dave Matthews Band                                  |                                                     | support: The Fray                                                                                      |
| 2007 | 7 kwietnia      | Josh Groban                                         | Awake Tour                                          | |
| 2007 | 8 czerwca       | Cyndi Lauper, Debbie Harry, Cazwell i Amanda Lepore | True Colors Tour                                    | |
| 2007 | 15 czerwca      | The Police                                          | The Police Reunion Tour                             | |
| 2007 | 16 czerwca      | Roger Waters                                        | The Dark Side of the Moon Live                      | |
| 2007 | 26 października | Jennifer Lopez i Marc Anthony                       | Jennifer Lopez and Marc Anthony en Concierto        | |
| 2007 | 3 listopada     | Sugarland                                           | Change for Change Tour                              | |
| 2007 | 17 listopada    | Billy Joel                                          |                                                     | |
| 2007 | 28 grudnia      | Van Halen                                           | 2007–2008 North American Tour                       | support: Ky-Mani Marley                                                                                |
| 2007 | 30 grudnia      | Van Halen                                           | 2007–2008 North American Tour                       | support: Ky-Mani Marley                                                                                |
| 2007 | 31 grudnia      | Little Richard                                      |                                                     | |
| 2008 | 18 stycznia     | Miley Cyrus                                         | Best of Both Worlds Tour                            | support: 78violet                                                                                      |
| 2008 | 19 stycznia     | Miley Cyrus                                         | Best of Both Worlds Tour                            | support: 78violet                                                                                      |
| 2008 | 20 stycznia     | Miley Cyrus                                         | Best of Both Worlds Tour                            | support: 78violet                                                                                      |
| 2008 | 12 kwietnia     | Bon Jovi                                            | Lost Highway Tour                                   | |
| 2008 | 19 kwietnia     | Mary J. Blige i Jay-Z                               | Heart of the City Tour                              | |
| 2008 | 9 maja          | Alicia Keys                                         | As I Am Tour                                        | support: Jordin Sparks i Ne-Yo                                                                         |
| 2008 | 23 maja         | The Police                                          | The Police Reunion Tour                             | |
| 2008 | 6 czerwca       | Kenny Chesney                                       | The Poets & Pirates Tour                            | |
| 2008 | 21 czerwca      | George Michael                                      | 25 Live                                             | |
| 2008 | 19 lipca        | Coldplay                                            | Viva la Vida Tour                                   | support: Shearwater                                                                                    |
| 2008 | 2 sierpnia      | Rod Stewart                                         | Rocks His Greatest Hits Tour                        | |
| 2009 | 2 stycznia      | Neil Diamond                                        |                                                     | |
| 2009 | 14 lutego       | Billy Joel                                          |                                                     | |
| 2009 | 16 lutego       | Blues Traveler                                      |                                                     | |
| 2009 | 25 kwietnia     | Britney Spears                                      | The Circus Starring: Britney Spears                 | |
| 2009 | 30 maja         | Fleetwood Mac                                       |                                                     | |
| 2009 | 27 czerwca      | Eric Clapton                                        |                                                     | |
| 2009 | 25 lipca        | Aerosmith i ZZ Top                                  | Aerosmith/ZZ Top Tour                               | |
| 2009 | 1 sierpnia      | Rod Stewart                                         | One Rockin' Night Tour                              | |
| 2009 | 5 września      | Def Leppard                                         | Songs from the Sparkle Lounge Tour                  | |
| 2009 | 6 września      | Nickelback                                          | Dark Horse Tour                                     | |
| 2009 | 12 grudnia      | Andrea Bocelli                                      |                                                     | |